# Distrito de Céret
El distrito de Céret es un distrito (en francés arrondissement) de Francia, que se localiza en el departamento Pirineos Orientales (en francés Pyrénées-Orientales), de la región de Occitania. Cuenta con 5 cantones y 40 comunas.

## División territorial

### Cantones
Los cantones del distrito de Céret son:

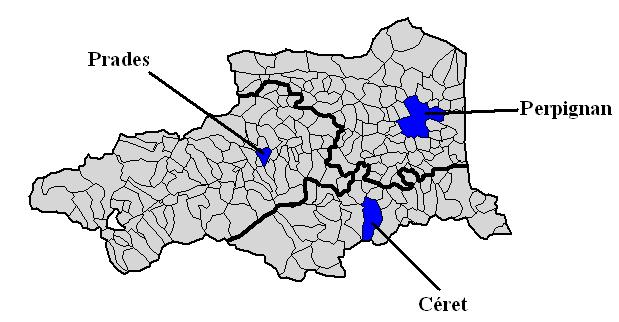
Los 3 distritos de Pirineos Orientales.

1. Argelès-sur-Mer
2. Arles-sur-Tech
3. Céret
4. Côte Vermeille
5. Prats-de-Mollo-la-Preste

### Comunas
| 1. L'Albère (66001)                 | 2. Amélie-les-Bains-Palalda (66003)   | 3. Argelès-sur-Mer (66008)           | 4. Arles-sur-Tech (66009)            |
| 5. Banyuls-dels-Aspres (66015)      | 6. Banyuls-sur-Mer (66016)            | 7. La Bastide (66018)                | 8. Le Boulou (66024)                 |
| 9. Calmeilles (66032)               | 10. Cerbère (66048)                   | 11. Les Cluses (66063)               | 12. Collioure (66053)                |
| 13. Corsavy (66060)                 | 14. Coustouges (66061)                | 15. Céret (66049)                    | 16. Lamanère (66091)                 |
| 17. Laroque-des-Albères (66093)     | 18. Maureillas-las-Illas (66106)      | 19. Montauriol (66112)               | 20. Montbolo (66113)                 |
| 21. Montesquieu-des-Albères (66115) | 22. Montferrer (66116)                | 23. Oms (66126)                      | 24. Palau-del-Vidre (66133)          |
| 25. Le Perthus (66137)              | 26. Port-Vendres (66148)              | 27. Prats-de-Mollo-la-Preste (66150) | 28. Reynès (66160)                   |
| 29. Saint-André (66168)             | 30. Saint-Génis-des-Fontaines (66175) | 31. Saint-Jean-Pla-de-Corts (66178)  | 32. Saint-Laurent-de-Cerdans (66179) |
| 33. Saint-Marsal (66183)            | 34. Serralongue (66194)               | 35. Sorède (66196)                   | 36. Taillet (66199)                  |
| 37. Taulis (66203)                  | 38. Le Tech (66206)                   | 39. Villelongue-dels-Monts (66225)   | 40. Vivès (66233)                    |